# Het Arsenaal (Gentbrugge)

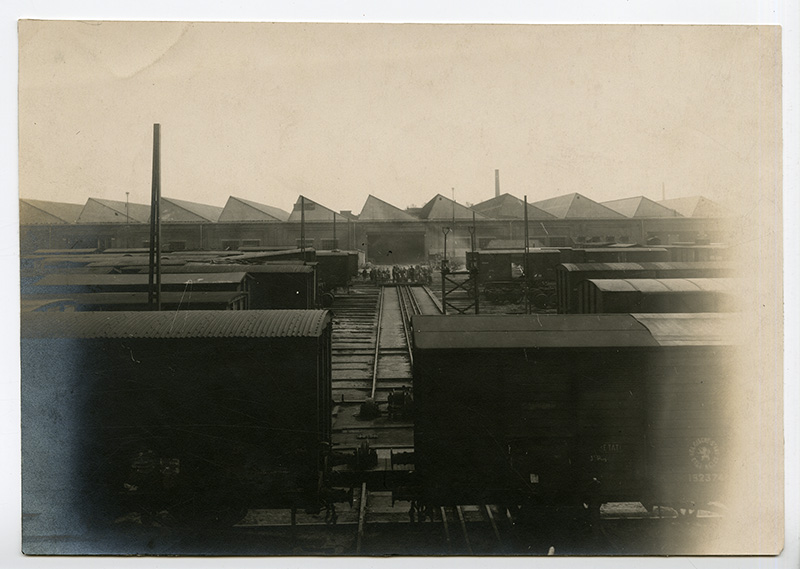
Zicht op de spoorwegwerkplaats Atelier Central de Réparation (Arsenaal) in Gentbrugge, 1919

Het Arsenaal was tot 2018 als Centrale Werkplaats Gentbrugge (Frans: Atelier Central de Réparation) een spoorwegwerkplaats van de NMBS, en nadien  een stadsontwikkelingsgebied met tijdelijke evenementensite in de Brusselsesteenweg in Gentbrugge.

## Geschiedenis

### Voorgeschiedenis
Sinds de eerste trein in België, op 5 mei 1835, werden er steeds meer spoorwegverbindingen aangelegd voor het toenemend reizigersvervoer. In 1857 bestond er ook een verbinding naar station Gent Zuid, maar wegens te gevaarlijke overwegen in het centrum van Gent werd de spoorweglijn verlegd naar Gentbrugge. Daar werden de stations Gentbrugge-Noord (1872) en Gentbrugge-Zuid (1882) opgetrokken.

### Oprichting

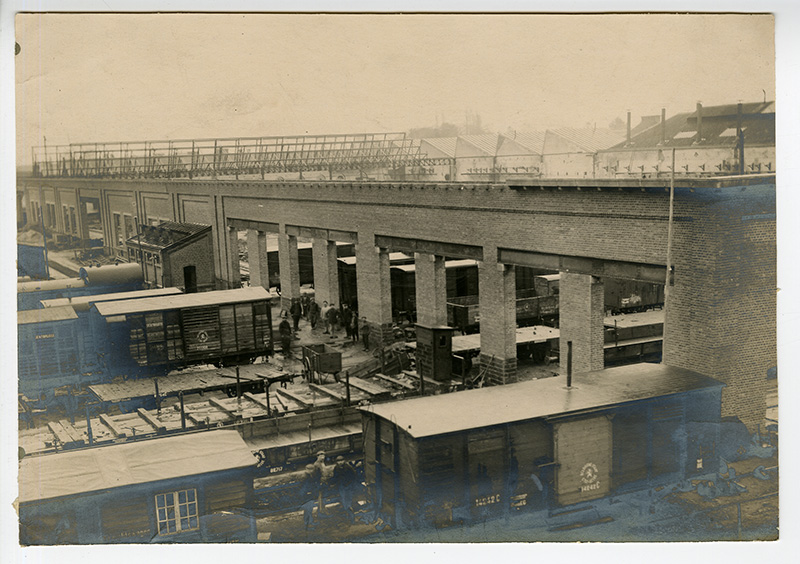
Zicht op de spoorwegwerkplaats Atelier Central de Réparation, in Gentbrugge, 1919. Verschillende spoorrijtuigen zijn te zien en centraal staan enkele arbeiders.

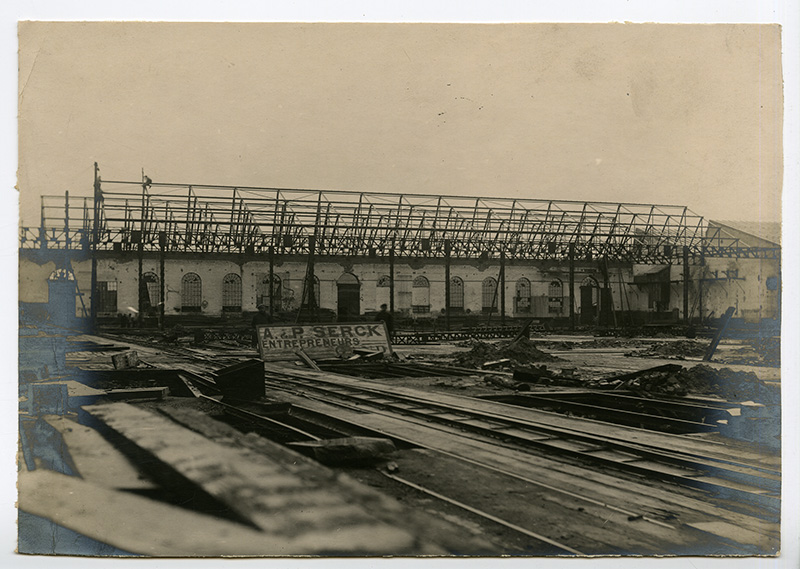
Zicht op de bouwwerf van de spoorwegwerkplaats Atelier Central de Réparation, in Gentbrugge, 1919. Centraal in beeld is een reclamebord van Serck nv te zien.

In het kader van bovenstaande evoluties werd in 1881 de site Arsenaal gebouwd. Later werd er in 1926 nog een deel bijgebouwd door het bouwbedrijf Serck nv, de bouwplannen zijn van de hand van architect Maurice Stasino.
Het was aanvankelijk een herstelplaats voor locomotieven, en werd een uitgebreid terrein met loodsen, sporen, werkplaatsen, een draaierij, een smidse… Voor het vernieuwen van wielbanden was er een atelier met een grote cokesoven. Er was ook een schildersatelier, een administratief gebouw, een eetzaal en een enorme ingangspoort.
Vanaf 1926 werd de site beheerd door de Nationale Maatschappij der Belgische Spoorwegen (NMBS).
In 2018 verhuisden de laatste activiteiten hier van de NMBS naar de nieuw gebouwde Polyvalente werkplaats Melle even verderop.
In 2022 besloot de NMBS de site te verkopen er werd samen met Stad Gent en een studiebureau een toekomstvisie ontwikkeld voor de Arsenaalsite. In 2022 is de site voor het eerst publiek toegankelijk gesteld. De nieuwe invulling, voorzien na 2025, kan een mix worden van woon-, werk- en stedelijke functies met respect voor het industrieel erfgoed. Het zal een combinatie zijn van nieuwbouw en te herbestemmen bestaande gebouwen.